# Paul Cook
Paul Cook (Londra, 20 luglio 1956) è un batterista inglese, famoso per essere stato batterista dello storico gruppo punk Sex Pistols.

## Biografia
Nato e cresciuto a Shepherd Bush, era vicino di casa di Steve Jones e compagno di scuola di Glen Matlock, nonché assiduo frequentatore del negozio Sex di Malcolm McLaren. Con loro fece parte in qualità di batterista del gruppo punk Sex Pistols. Dopo l'uscita di God Save the Queen venne picchiato da un gruppo di monarchici all'uscita della metropolitana di Shepherd Bush.
Dopo lo scioglimento ufficiale dei Sex Pistols, nel corso del 1980 (anche se il cantante, John Lydon, abbandona il gruppo nel febbraio 1978, mentre il bassista Sid Vicious muore per overdose nel febbraio 1979), Paul Cook fonda con Steve Jones i The Professionals. La band segue stilisticamente le orme dei Sex Pistols ma, nonostante la pubblicazione di un album di buon livello, I Didn't See It Coming nel 1981, i Professionals si sciolgono nel corso del 1982.
In seguito Paul Cook è stato impegnato prevalentemente nell'attività di musicista turnista in studio. Ha lavorato con diversi artisti, fra i quali Joan Jett e Edwin Collins. Nel 1996 e nel 2002 Cook è tornato a suonare la batteria nei Sex Pistols, riunitisi in occasione di due tour mondiali.
La figlia Hollie è anche essa una cantante.